# Пеньчук, Семён Анатольевич
Семён Анатольевич Пеньчук (бел. Сямён Анатолевіч Пяньчук; род. 17 января 2001, Минск) — белорусский футболист, нападающий клуба «Минск».

## Клубная карьера
Воспитанник футбольной академии столичного клуба «Минск», к которому присоединился к возрасте 5 лет. Первым тренером футболиста был Александр Михайлович Васильев. В 2018 году футболист стал выступать за дублирующий состав клуба, а через сезон в составе юношеской команды в возрастной категории до 19 лет отправился выступать в юношескую лигу УЕФА. За основную команду клуба футболист дебютировал 23 сентября 2020 года в матче против «Смолевичей», выйдя на замену на 92 минуте, также отличившись дебютным забитым голом. Провёл  в сезоне за клуб ещё пару матчей, продолжая выступать за дублирующий состав.
В начале 2021 года футболист стал готовиться к новому сезону с основной командой клуба. Первый матч за клуб футболист сыграл 11 апреля 2021 года против борисовского БАТЭ, выйдя на замену 85 минуте. Однако закрепиться в основной команде клуба у футболиста большую часть сезона не получалось, оставаясь на скамейке запасных и выступая за дублирующий состав. С конца августа 2021 года футболист снова стал получать игровую практику. Первыми голам в сезоне футболист отличился 2 октября 2021 года в матче против брестского «Динамо», оформив дубль. По итогу сезона футболист был признан лучшим футболистом клуба по итогу сезона.
Следующий сезон футболист начинал как игрок замены, однако успел провести всего лишь 5 матчей в рамках чемпионата, после чего выбыл из распоряжения клуба. В январе 2023 года вместе с «Минском» стал готовиться к новому сезону. Первый свой матч сыграл 17 марта 2023 года против мозырской «Славии», выйдя на замену на 74 минуте. Закрепиться в основной команде минского клуба у футболиста также не вышло, на протяжении сезона оставаясь игроком замены. Первым забитым голом в сезоне за клуб отличился 2 декабря 2023 года в заключительном туре чемпионата против «Ислочи». По итогу сезона футболист вместе с клубом завершил чемпионат на итоговом девятом месте.
В декабре 2023 года футболист продлил контракт со столичным клубом на сезон. Новый сезон за клуб футболист начал 3 марта 2024 года с четвертьфинального матча Кубка Беларуси против гродненского «Немана». Первый матч в чемпионате футболист сыграл 16 марта 2024 года против борисовского БАТЭ, выйдя на замену на 74 минуте.

## Международная карьера
В июле 2019 года дебютировал за сборную Беларуси до 19 лет в товарищеском матче против сборной Эстонии. В этом же году принимал участие в отборе на Чемпионат Европы по футболу среди юношей до 19 лет против сборных Шотландии и Германии.